# Književnost u 1799.
◄◄ | ◄ | 1796. | 1797. | 1798. | 1799.  | 1800. | 1801. | 1802. | ► | ►►
Arhitektura • Astronomija • Biologija • Glazba • Kazalište • Kemija • Kiparstvo • Knjige • Književnost • Kršćanstvo • Medicina • Politika • Pravo • Promet • Slikarstvo • Šport • Znanost
Književnost u 1799.

## Svijet

### Rođenja
- 20. svibnja – Honoré de Balzac, francuski književnik († 1850.)
- 6. lipnja – Aleksandar Sergejevič Puškin, ruski pjesnik, dramatičar i prozaik († 1837.)

## Vanjske poveznice
|  | Zajednički poslužitelj ima još gradiva o temi Književnost u 1799. |